# دوبيران (الريف الشرقي)
دوبيران (بالفارسية: دوپیران) هي منطقة سكنية تقع في إيران في قسم الريف الشرقي الريفي. يقدر عدد سكانها بـ 217 نسمة بحسب إحصاء 2016.